# 梅肯博伊伦
梅肯博伊伦（德語：Meckenbeuren，發音：[ˈmɛkn̩ˌbɔʏʁən]）是德国巴登-符腾堡州蒂宾根行政区博登湖县的市镇，面积31.89平方千米，2023年12月31日人口为13,723人。